# フレディ・ケンプ
フレディ・ケンプ（Freddy Kempf, 1977年10月14日 - ）は、英国のピアニスト。ドイツ人の父親はヴィルヘルム・ケンプ（Kempff）の親族との説もあり、母親は日本人である。英国暮らしが長く、王立音楽アカデミーに学んだが、現在はベルリンに暮らしている。

## 経歴
ロンドンに生まれる。4歳でピアノを始め、8歳のときロイヤル・フィルハーモニー管弦楽団と共演してモーツァルトの《ピアノ協奏曲 第12番》K.414を演奏し、音楽愛好家の注目を集める。間もなくドイツから招かれて、神童ピアニストとして演奏を行なった。1987年に第1回イングランド国営モーツァルト・コンクールに優勝し、1992年には、セルゲイ・ラフマニノフの《パガニーニ狂詩曲》の演奏により、「BBCことしの青少年音楽家」に選ばれる。
1998年にチャイコフスキー国際コンクールピアノ部門に出場するが、最終選考でデニス・マツーエフとヴァディム・ルデンコに敗れ、3位となる。この結果に憤慨した聴衆やロシアのメディアから抗議が殺到し、審査員の偏向ぶりが非難された。1999年4月にケンプが一連のテレビ収録のためにモスクワを再訪すると、演奏会の切符は売り切れとなった。
現在でもソリストや室内楽奏者ならびに協奏曲の独奏者として、欧米や豪州、極東で演奏活動を続けており、2001年には人気投票でイギリス最優秀新人演奏家に選ばれている。親戚と言われるヴィルヘルム・ケンプとは異なり、フレディ・ケンプは、ラフマニノフ以外に、ショパン、シューマン、リスト、プロコフィエフを得意とするが、バッハやベートーヴェンも好んでレパートリーに取り上げている。